# Smiling Buddha
Smiling Buddha, formeel aangeduid als Pokhran-I, was de codenaam van de eerste kernproef die werd uitgevoerd door India.
De kernproef werd uitgevoerd op 18 mei 1974 bij Pokhran in het district Jaisalmer in de staat Rajasthan. De explosiekracht van de bom was 8 Kt. De kernproef werd uitgevoerd met hulp van Canadese nucleaire reactors en expertise.
De naam Smiling Buddha (Glimlachende Boeddha) zou de bom te danken hebben aan de toewijzing van de 400 studiebeurzen aan Indiase ingenieurs door de Amerikaanse president Dwight D. Eisenhower, in ruil voor de acceptatie door India van de veertiende dalai lama in diens ballingschap.